# Peugeot Tipo 5
O Peugeot Tipo 5, foi um modelo de automóvel, de uso específico para corridas, fabricado por Armand Peugeot, fundador da Peugeot, entre 1893 e 1896.

## Pioneiro nas corridas
O Peugeot Tipo 5 foi um modelo específico, produzido em série limitada, para uso em corridas, tendo sido um dos 21 automóveis que participaram da Paris-Rouen de 1894, primeira competição para "veículos sem cavalos" da história.
O Peugeot Tipo 5, inscrito com o número 27 e pilotado por Louis Rigoulot, chegou em 11º (algumas fontes alegam que ele foi o vencedor), nesse evento, que foi vencido por um Peugeot Tipo 6, inscrito com o número 65 e pilotado por Albert Lemaître.
Cinco carros da Peugeot completaram a prova em Rouen, pilotados por: Albert Lemaître, Auguste Doriot, Émile Kraeutler, Michaud, e Louis Rigoulot. Os "filhos dos irmãos Peugeot" (Les fils de Peugeot Frères), foram considerados vencedores do prêmio de 5.000 francos Prix du Petit Journal, que eles dividiram igualmente com a Panhard et Levassor.

## Características
O Tipo 5 pode ser descrito como sendo uma versão menor do Peugeot Tipo 3, que apesar de ter tipo uma curta experiência em esportes em 1891, não foi concebido para essa finalidade. Utilizando o mesmo motor do Tipo 3, o Tipo 5, por ser menor e mais leve, conseguia extrair um melhor desempenho do pequeno motor de 565 cc. A carroceria era em geral de apenas dois lugares, mas existem registros e exemplares remanescentes que atestam a produção de alguns poucos exemplares com quatro lugares.